# Cellskada
Cellskador är en mängd stressutlösta förändringar som kan drabba en cell som ett resultat av interna och externa förändringar. De utlösande faktorerna kan vara fysiska, kemiska, infektiösa, biologiska, näringsmässiga eller immunologiska. Cellskador kan beroende på skadans omfattning vara reversibla eller irreversibla. Vid mindre omfattande skador kan celler anpassa sig och återgå till homeostas. Celldöd inträffar när skadans omfattning överstiger cellens förmåga att reparera sig själv. Celldöd kan uppstå genom okontrollerad nekros eller kontrollerad apoptos.